# 张家湾公园
39°49′39″N 116°46′01″E / 39.8275°N 116.7670°E

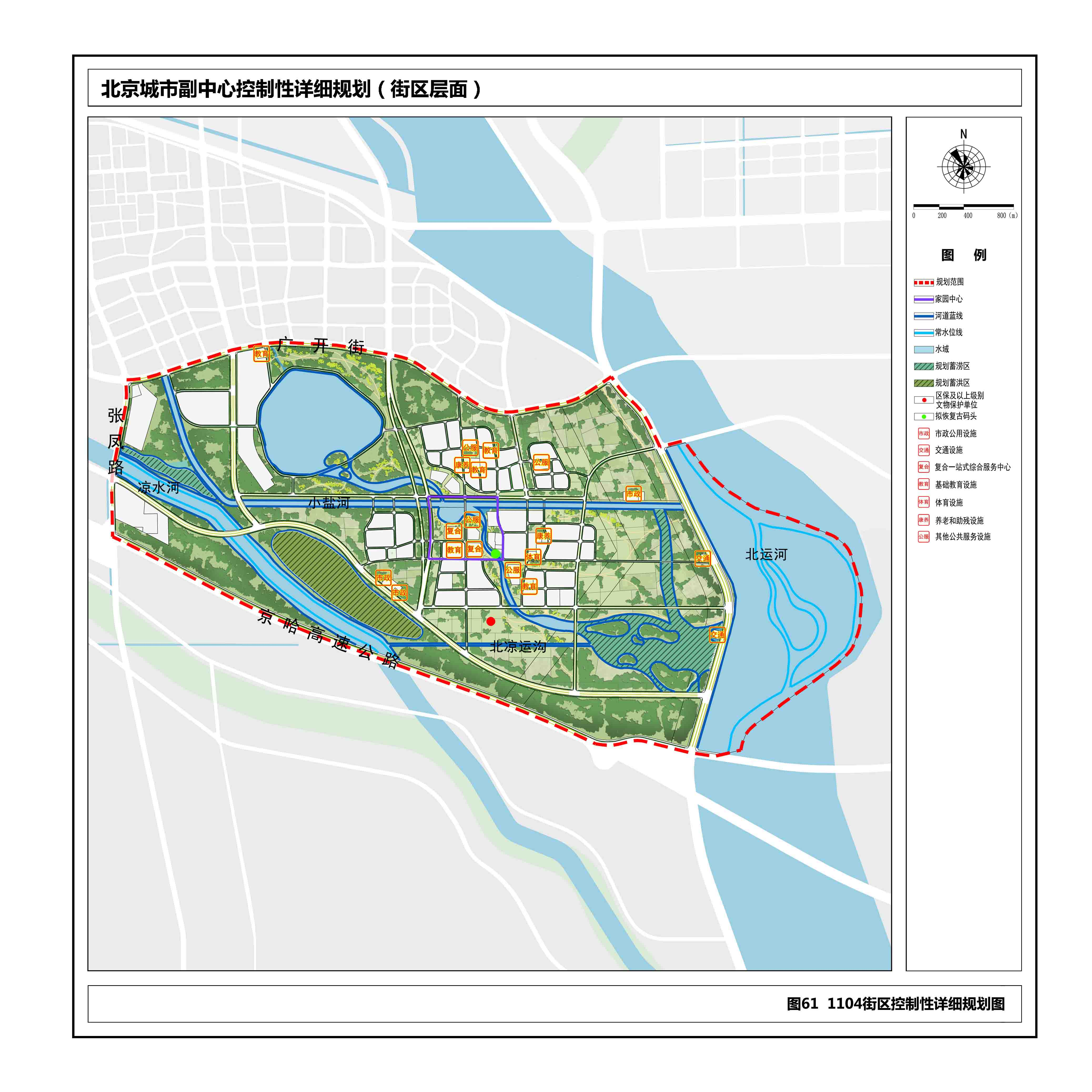
《北京城市副中心控制性详细规划（街区层面）（2016年—2035年）》 1104街区规划图则

张家湾公园是一座位于北京城市副中心张家湾组团的东南角的公园，东至京塘线，西至里二泗村、上店村，南至京哈高速，北至京塘线与上店路交叉口。建设该公园的主要功能是改善城市局部生态环境，塑造优美城市景观，为周边居民提供休闲和活动场所。

## 一期
公园总用地面积约为305.85公顷，其中陆地面积279.24公顷，绿化用地面积为255.35公顷，占公园陆地面积的91.44%，园路及铺装场地面积为23.46公顷，占公园陆地面积的8.40%，配套建筑占地为4327平方米，占公园陆地面积的0.16%。

## 二期
建设工程（二期）新增公园绿地1143.31亩，是北京市新一轮百万亩造林绿化行动计划2019年度建设的一部分。

## 三期
建设工程（三期）总面积约63公顷，新植乔木20056株，新植灌木6979株，新植水生植物5.2万平方米，新植花卉地被41.7万平方米，同步建设庭院、给排水等基础设施及配套公共服务设施。项目总投资15252万元。